# Johann Gustav Gassner
Johann Gustav Gassner  ( Berlim, 17 de janeiro de 1881 – Lüneburg, 5 de fevereiro de 1955 ) foi um botânico alemão.
Gassner  foi autor de  Mikroskopische Untersuchung pflanzlicher Nahrungs- und Genussmittel (1931).
Escreveu numerosos artigos sobre botânica aplicada, particularmente em relação a  fitopatologia.  Também tinha interesse em assuntos, tais como, o mecanismo da germinação.